# Салдадзе Георгій Тенгізович
Георгій Тенгізович Салдадзе (нар. 21 березня 1973, Кутаїсі, Грузинська РСР) — український борець греко-римського стилю грузинського походження, дворазовий бронзовий призер чемпіонатів світу, дворазовий срібний та бронзовий призер чемпіонатів Європи, володар Кубку світу, учасник двох Олімпійських ігор.

## Життєпис
Боротьбою почав займатися з 1984 року. Під час чемпіонату СРСР серед молоді з греко-римської боротьби, який проходив в Маріуполі тренери з Луганська Ельбрус Цахоєв (директор Луганського спортінтернату) і Олександр Чанкотадзе (засновник борцівського клубу «Богатир») проводили перегляд юних талантів. На цих змаганнях вони примітили Георгія Салдадзе, який приїхав на змагання з батьками. Вони запропонували йому переїхати до Луганська, вступити до спортінтернату і продовжити спортивну кар'єру вже в Україні. Батьки і сам Георгій погодилися. Через деякий час вже сам Георгій звернувся до Ельбруса Цахоєва з проханням прийняти на навчання його молодшого брата, Давида, який в той час ще жив в Кутаїсі. Згодом Давид Салдадзе приніс Україні срібну олімпійську нагороду, бронзову медаль чемпіонату світу та дві бронзові нагороди континентальної першості.
У 1992 році Георгій Салдадзе став чемпіонату Європи серед молоді. А наступного року завоював срібну нагороду молодіжної першості світу.
Після закінчення спортивної кар'єри залишився жити в Києві.

## Спортивні результати на міжнародних змаганнях

### Виступи на Олімпіадах
| Змагання                    | Збірна  | Вагова категорія                  | Місце |
| --------------------------- | ------- | --------------------------------- | ----- |
| Літні Олімпійські ігри 1996 | Україна | греко-римська боротьба, до 100 кг | 7     |
| Літні Олімпійські ігри 2000 | Україна | греко-римська боротьба, до 130 кг | 6     |

### Виступи на Чемпіонатах світу
| Змагання                        | Збірна  | Вагова категорія                  | Місце  |
| ------------------------------- | ------- | --------------------------------- | ------ |
| Чемпіонат світу з боротьби 1994 | Україна | греко-римська боротьба, до 100 кг | Бронза |
| Чемпіонат світу з боротьби 1995 | Україна | греко-римська боротьба, до 100 кг | Бронза |
| Чемпіонат світу з боротьби 1998 | Україна | греко-римська боротьба, до 130 кг | 5      |
| Чемпіонат світу з боротьби 1999 | Україна | греко-римська боротьба, до 130 кг | 5      |
| Чемпіонат світу з боротьби 2001 | Україна | греко-римська боротьба, до 130 кг | 16     |
| Чемпіонат світу з боротьби 2002 | Україна | греко-римська боротьба, до 120 кг | 20     |

### Виступи на Чемпіонатах Європи
| Змагання                         | Збірна  | Вагова категорія                  | Місце  |
| -------------------------------- | ------- | --------------------------------- | ------ |
| Чемпіонат Європи з боротьби 1994 | Україна | греко-римська боротьба, до 100 кг | Бронза |
| Чемпіонат Європи з боротьби 1995 | Україна | греко-римська боротьба, до 100 кг | Срібло |
| Чемпіонат Європи з боротьби 1997 | Україна | греко-римська боротьба, до 125 кг | 4      |
| Чемпіонат Європи з боротьби 1998 | Україна | греко-римська боротьба, до 130 кг | Срібло |
| Чемпіонат Європи з боротьби 1999 | Україна | греко-римська боротьба, до 130 кг | 10     |
| Чемпіонат Європи з боротьби 2000 | Україна | греко-римська боротьба, до 130 кг | 7      |

### Виступи на Кубках світу
| Змагання                    | Збірна  | Вагова категорія                  | Місце  |
| --------------------------- | ------- | --------------------------------- | ------ |
| Кубок світу з боротьби 1994 | Україна | греко-римська боротьба, до 100 кг | Золото |

### Виступи на інших змаганнях
| Змагання                                | Збірна  | Вагова категорія                  | Місце  |
| --------------------------------------- | ------- | --------------------------------- | ------ |
| Всесвітні ігри військовослужбовців 1995 | Україна | греко-римська боротьба, до 130 кг | Бронза |
| Кубок Вантаа з боротьби 1997            | Україна | греко-римська боротьба, до 130 кг | Золото |

### Виступи на змаганнях молодших вікових груп
| Змагання                                      | Збірна  | Вагова категорія                  | Місце  |
| --------------------------------------------- | ------- | --------------------------------- | ------ |
| Чемпіонат Європи з боротьби серед молоді 1992 | Україна | греко-римська боротьба, до 100 кг | Золото |
| Чемпіонат світу з боротьби серед молоді 1993  | Україна | греко-римська боротьба, до 130 кг | Срібло |